# Siikasaari (ö i Finland, Södra Savolax, Nyslott, lat 62,21, long 29,27)
Siikasaari är en ö i Finland. Den ligger i sjön Ruokojärvi och i kommunen Nyslott i  landskapet Södra Savolax, i den sydöstra delen av landet, 300 km nordost om huvudstaden Helsingfors. Öns area är 1,2 hektar och dess största längd är 250 meter i öst-västlig riktning.